# Loève-prijs
De Line and Michel Loève International Prize in Probability (Loève-prijs) werd in 1992 door Line Loève ter nagedachtenis aan haar kort daarvoor overleden man Michel Loève ingesteld.  De prijs wordt elke twee jaar toegekend aan een kanstheoreticus voor een uitzonderlijke prestatie op het gebied van de kansrekening. Net als bij de Fields-medaille is er een leeftijdsbeperking: alleen personen jonger dan 45 jaar komen in aanmerking voor de prijs. 
De winnaar ontvangt een geldbedrag  van ongeveer 30 000 Amerikaanse dollar. Dat maakt de prijs tot een van de meest genereuze in alle wiskundige disciplines.

## Prijswinnaars
- 2019  Allan Sly
- 2017 Hugo Duminil-Copin
- 2015 Alexei Borodin
- 2013 Sourav Chatterjee
- 2011 Scott Sheffield
- 2009 Alice Guionnet
- 2007 Richard Kenyon
- 2005 Wendelin Werner
- 2003 Oded Schramm
- 2001 Yuval Peres
- 1999 Alain-Sol Sznitman
- 1997 Jean-François Le Gall
- 1995 Michel Talagrand
- 1993 David Aldous